# Henrik Skogvold
Henrik Langaas Skogvold (* 14. Juli 2004 in Kjeller) ist ein norwegischer Fußballspieler. Der Stürmer steht beim Fredrikstad FK unter Vertrag und ist norwegischer Juniorennationalspieler.

## Karriere

### Vereinslaufbahn
Skogvold begann seine fußballerische Laufbahn in der Nachwuchsabteilung vom Lillestrom SK. Sein Profidebüt feierte er am 24. Juli 2021; beim 4:0-Auswärtssieg in der ersten Runde des norwegischen Pokals wurde er in der 62. Spielminute eingewechselt. Sein Debüt in der höchsten norwegischen Spielklasse feierte er einen Monat später. Beim Auswärtserfolg gegen FK Haugesund wurde Skogvold kurz vor Schluss eingewechselt. Es folgten zwei weitere Partien für die erste Mannschaft sowie eine Partie für die zweite Mannschaft. In seinem zweiten Jahr bei den Herren kam er vor allem für die zweite Mannschaft in der vierthöchsten Spielklasse zum Einsatz. Insgesamt spielte er in der Saison 2022 17-mal für die Zweitvertretung, bei denen ihm fünf Tore gelangen und viermal für die erste Mannschaft. Hinzu kamen noch zwei Einsätze gegen Royal Antwerpen in der UEFA-Europa-Conference-League-Qualifikation.
Im April 2023 wurde Skogvold außerhalb der Transferperiode zum IK Start ausgeliehen. In 8 Spielen in der zweiten Liga erzielte er 6 Tore und schaffte damit den Durchbruch im Herrenbereich.
Im Juni 2023 kehrte er nach seiner kurzen, aber erfolgreichen Leihe wieder zurück und war fortan fester Bestandteil der ersten Mannschaft des LSK. Sein erstes Tor in der Eliteserie erzielte er beim Duell gegen Ham-Kam am 16. Spieltag. Er erzielte den Treffer zum 3:1 in der 83. Minute.
Im August 2024 wechselte Skogvold zum Liga-Rivalen Fredrikstad FK. Sein Debüt dort feierte er am 18. August; beim Duell gegen SK Brann wurde er nach 58 Minuten durch Jeppe Kjær ersetzt.

### Nationalmannschaft
Skogvold ist seit 2021 Junioren-Nationalspieler von Norwegen. Mit der U19 nahm er an der U19-Europameisterschaft 2023 teil. Mit einem Tor und einer Vorlage hatte er einen Anteil am Erreichen des Halbfinals. Bei der 0:5-Niederlage im Halbfinale gegen Portugal durfte er allerdings nicht mitwirken. In seinem ersten U21-Spiel am 24. März 2025 erzielte Skogvold direkt einen Doppelpack und führte Norwegen somit allein zum 2:0-Sieg über Tschechien.